# Barbara Kingsolver
Barbara Kingsolver, née le 8 avril 1955 à Annapolis dans le Maryland, est une écrivaine américaine. Sous forme de romans, d'essais, de nouvelles ou encore de poèmes, ses écrits reflètent son intérêt pour la justice sociale et la biodiversité. En 2023, elle remporte le prix Pullitzer de la fiction pour son roman intitulé On m'appelle Demon Copperhead.

## Biographie

### Jeunesse
Peu après la naissance de Barbara, sa famille emménage en 1956 à Carlisle, un village rural du Kentucky. Elle a sept ans quand sa famille part pour deux ans au Congo, l'actuelle république démocratique du Congo, où son père exerce comme médecin. Ils y vivent sans électricité ni eau courante.
Après le lycée, Barbara Kingsolver obtient une bourse pour suivre des études musicales à l'université DePauw, à Greencastle, Indiana. Elle s'engage dans une formation classique comme pianiste. Se rendant compte combien les débouchés sont rares, elle se réoriente vers un cursus de biologie. C'est ainsi qu'elle obtient une licence en sciences en 1977. En parallèle à ses études, elle s'investit dans le militantisme, contestant l'engagement américain au Viêt Nam, lisant Karl Marx et Betty Friedan.
Après l'obtention de sa licence, elle passe une année en France puis emménage à Tucson, en Arizona. En 1980, elle s'inscrit à l'université d'Arizona, dont elle sort diplômée avec un mastère en écologie et biologie de l'évolution.
À la fin des années 1990, elle fait partie des Rock Bottom Remainders, un groupe de rock créé par Kathi Kamen, dans lequel elle joue du clavier, et composé d'écrivains comme Amy Tan, Matt Groening, David Barry ou encore Stephen King,.

### Carrière littéraire
Pendant ses dernières années d'études, Barbara Kingsolver se met à écrire. Son premier roman, L'arbre aux haricots, est né de ses nuits d'insomnies. Il raconte l'histoire d'une jeune femme quittant son Kentucky natal à la découverte de l'Ouest des États-Unis. 
À peine un an plus tard, en 1989, Barbara Kingsolver publie un second ouvrage. Il s'agit d'un recueil de nouvelles qui est paru en France en 2015, sous le nom d'Une île sous le vent. Les douze nouvelles qu'il contient racontent toutes des histoires d'amour, libératrices ou étouffantes, du point de vue de femmes. 
Dans Un autre monde, elle fait vivre un jeune garçon entre Mexique et États-Unis. Elle y évoque aussi bien les manifestations de vétérans et leur répression violente sous Hoover, que les amours de Frida Kahlo et de Léon Trotsky, l'assassinat de ce dernier en 1940 et le Maccarthisme qui vient à bout du jeune héros. Ce roman a reçu le Orange Prize for Fiction 2010.

### Vie privée
Elle vit aujourd'hui dans les Appalaches. Elle vit en milieu rural et déplore le mépris des élites envers les habitants des campagnes.
Barbara Kingsolver a deux filles : Camille, née en 1987 d'une première union avec Joseph Hoffmann, et Lily, née en 1996, de son union avec Steven Hopp, professeur en sciences de l'environnement.  

## Œuvres

### Romans
- L'Arbre aux haricots, 1996 ((en) The Bean Trees, 1988)
- Une rivière sur la lune, 2002 ((en) Animal Dreams, 1990)
- Les Cochons au paradis, 1996 ((en) Pigs in Heaven, 1993)
- Les Yeux dans les arbres, 1999 ((en) The Poisonwood Bible, 1998)
- Un été prodigue, 2002 ((en) Prodigal Summer, 2000)
- Un autre monde, 2010 ((en) The Lacuna, 2009)Orange Prize for Fiction 2010
- Dans la lumière, 2013 ((en) Flight Behavior, 2012)
- Des vies à découvert, 2020 ((en) Unsheltered, 2018)
- On m'appelle Demon Copperhead, 2024 ((en) Demon Copperhead, 2022)Prix Pulitzer de la fiction 2023

### Recueils de nouvelles
- Une île sous le vent, 2004 ((en) Homeland and Other Stories, 1989)

### Essais et récits
- Sur les piquets de grève : Les Femmes dans la grande grève minière de 1983 en Arizona, 2023 ((en) Holding the Line: Women in the Great Arizona Mine Strike of 1983, 1989)
- (en) High Tide in Tucson : Essays from Now or Never, 1995
- (en) Last Stand : America's Virgin Lands, 2002Écrit avec Annie Griffiths Belt.
- Petit Miracle et autres essais, 2010 ((en) Small Wonder: Essays, 2002)
- Un jardin dans les Appalaches, 2007 ((en) Animal, Vegetable, Miracle, 2007)Écrit avec Steven L. Hopp et Camille Kingsolver.

### Poèmes
- (en) Another America, 1992
- Apprendre à voler (en dix mille leçons faciles), 2022 ((en) How to Fly (In Ten Thousand Easy Lessons), 2020)

### Articles, contributions à des revues
Barbara Kingsolver a contribué à de nombreux magazines, journaux ou revues scientifiques. 
Au début de sa carrière de scientifique, Barbara Kingsolver a publié des thèses et articles au sujet des plantes et leur développement dans des zones désertiques.